# Une chambre pour la nuit
Une chambre pour la nuit is een Engelstalig lied van Pussycat. Het verscheen in 1981 op een single en hun elpee Blue lights.
De single werd opgenomen in het Dutch Music Centre van Chiel Montagne in Baarn en werd geproduceerd en gearrangeerd door Pim Koopman. De mastering gebeurde in de EMI-studio in Heemstede. Op de B-kant staat het nummer I don't wanna rock and roll. Beide nummers werden geschreven door Werner Theunissen.
De zangeres is al liftend langs de route du soleil op weg naar Marseille. Een Fransman in een Mercedes-Benz 350 SL pikt haar op en onderweg overnachten ze in een motel in Lyon.

## Hitnoteringen
| Une chambre pour la nuit in de Nederlandse Top 40 van 01-08-1981 t/m 29-08-1981 | Une chambre pour la nuit in de Nederlandse Top 40 van 01-08-1981 t/m 29-08-1981 | Une chambre pour la nuit in de Nederlandse Top 40 van 01-08-1981 t/m 29-08-1981 | Une chambre pour la nuit in de Nederlandse Top 40 van 01-08-1981 t/m 29-08-1981 | Une chambre pour la nuit in de Nederlandse Top 40 van 01-08-1981 t/m 29-08-1981 | Une chambre pour la nuit in de Nederlandse Top 40 van 01-08-1981 t/m 29-08-1981 | Une chambre pour la nuit in de Nederlandse Top 40 van 01-08-1981 t/m 29-08-1981 |
| Week                                                                            | 1                                                                               | 2                                                                               | 3                                                                               | 4                                                                               | 5                                                                               |                                                                                 |
| ------------------------------------------------------------------------------- | ------------------------------------------------------------------------------- | ------------------------------------------------------------------------------- | ------------------------------------------------------------------------------- | ------------------------------------------------------------------------------- | ------------------------------------------------------------------------------- | ------------------------------------------------------------------------------- |
| Positie                                                                         | 36                                                                              | 28                                                                              | 25                                                                              | 25                                                                              | 34                                                                              | uit                                                                             |

| Une chambre pour la nuit in de Nationale Hitparade van 01-08-1981 t/m 12-09-1981 | Une chambre pour la nuit in de Nationale Hitparade van 01-08-1981 t/m 12-09-1981 | Une chambre pour la nuit in de Nationale Hitparade van 01-08-1981 t/m 12-09-1981 | Une chambre pour la nuit in de Nationale Hitparade van 01-08-1981 t/m 12-09-1981 | Une chambre pour la nuit in de Nationale Hitparade van 01-08-1981 t/m 12-09-1981 | Une chambre pour la nuit in de Nationale Hitparade van 01-08-1981 t/m 12-09-1981 | Une chambre pour la nuit in de Nationale Hitparade van 01-08-1981 t/m 12-09-1981 | Une chambre pour la nuit in de Nationale Hitparade van 01-08-1981 t/m 12-09-1981 | Une chambre pour la nuit in de Nationale Hitparade van 01-08-1981 t/m 12-09-1981 |
| Week                                                                             | 1                                                                                | 2                                                                                | 3                                                                                | 4                                                                                | 5                                                                                | 6                                                                                | 7                                                                                |                                                                                  |
| -------------------------------------------------------------------------------- | -------------------------------------------------------------------------------- | -------------------------------------------------------------------------------- | -------------------------------------------------------------------------------- | -------------------------------------------------------------------------------- | -------------------------------------------------------------------------------- | -------------------------------------------------------------------------------- | -------------------------------------------------------------------------------- | -------------------------------------------------------------------------------- |
| Positie                                                                          | 17                                                                               | 22                                                                               | 26                                                                               | 16                                                                               | 23                                                                               | 40                                                                               | 40                                                                               | uit                                                                              |